# Promille
Ein Promille (zusammengesetzt aus lateinisch pro ‚im Verhältnis zu‘ und lateinisch mille ‚tausend‘) oder Tausendstel steht für die gebrochene Zahl 0,001. Promilleangaben werden meist durch das Promillezeichen ‰ kenntlich gemacht. Ein Promille ist 1/10 von einem Prozent.

## Definition
Das Promille oder Tausendstel ist eine Hilfsmaßeinheit für Verhältnisgrößen mit der Bedeutung 1⁄1000. Durch das nachgestellte Promillezeichen wird der davor stehende Promillesatz {\displaystyle p} also durch tausend geteilt:
{\displaystyle p\,{}^{0\!}\!/\!_{00}={\frac {p}{1{\,}000}}}

## Beispiele
{\displaystyle 1\,{}^{0\!}\!/\!_{00}={\frac {1}{1{\,}000}}=0{,}001=\ \ \ \ 10^{-3}=0{,}1\,\%}
{\displaystyle 2\,{}^{0\!}\!/\!_{00}={\frac {2}{1{\,}000}}=0{,}002=2\cdot 10^{-3}=0{,}2\,\%}

## Berechnung
Es gilt die Grundgleichung:
{\displaystyle {\frac {\text{Promillewert}}{\text{Grundwert}}}={\frac {\text{Promillesatz}}{\text{1000}}}}
beziehungsweise
{\displaystyle {\text{Grundwert}}\cdot {\text{Promillesatz}}={\text{Promillewert}}\cdot {\text{1000}}}
Daraus ergibt sich:
{\displaystyle {\begin{aligned}{\text{Promillewert}}&={\frac {{\text{Grundwert}}\cdot {\text{Promillesatz}}}{\text{1000}}}\\{\text{Promillesatz}}&={\frac {{\text{Promillewert}}\cdot {\text{1000}}}{\text{Grundwert}}}\\{\text{Grundwert}}&={\frac {{\text{Promillewert}}\cdot {\text{1000}}}{\text{Promillesatz}}}\end{aligned}}}
sowie die als Rechenkontrolle verwendbare Formel:
{\displaystyle {\frac {{\text{Grundwert}}\cdot {\text{Promillesatz}}}{\text{Promillewert}}}={\text{1000}}}

## Anwendungen

### Bank- und Versicherungswesen
In Promille angegebene Kenngrößen sind im Versicherungs- und Bankwesen häufig anzutreffen. Ein Beispiel aus dem Versicherungswesen ist die Angabe einer Schadenshäufigkeit je 1000 Risiken.

### Alkohol im Straßenverkehr
Den Begriff „Promille“ bezieht man umgangssprachlich auf den Alkoholgehalt im Blut der jeweiligen Person. Der Blutalkohol-Gehalt wird üblicherweise in Promille angegeben und kann mittels der Widmarkformel berechnet sowie in der Atemluft oder im Blut gemessen werden. Als Maßeinheit dient das Massenverhältnis Milligramm Alkohol pro Gramm Blut (mg/g) – siehe Artikel Blutalkoholkonzentration. Mit einem handlichen Alcotest-Gerät, das bei polizeilichen Kontrollen oder bei Unfallaufnahmen in der Regel auf der Straße eingesetzt wird und in das man hineinpustet, kann ermittelt werden, welche Alkoholkonzentration der Betroffene im Atem hat. Als Maßeinheit dient die Alkoholmenge in Milligramm pro Liter Atemluft (mg/l). Beispielsweise entspricht der Wert 1,0 mg/l Atemalkoholkonzentration in etwa einer Blutalkoholkonzentration von 2,1 mg/g, also 2,1 Promille. Der genaue Alkoholgehalt – sollte er als zu hoch vermutet werden – wird dann auf der Polizeistation entweder mit einem weitaus aufwändigeren Atemalkoholmessgerät oder von einem Arzt durch eine Blutalkoholmessung (mit einer geringen Blutabnahme bei dem Betroffenen) festgestellt.

### Steigungen/Gefälle von Eisenbahnstrecken

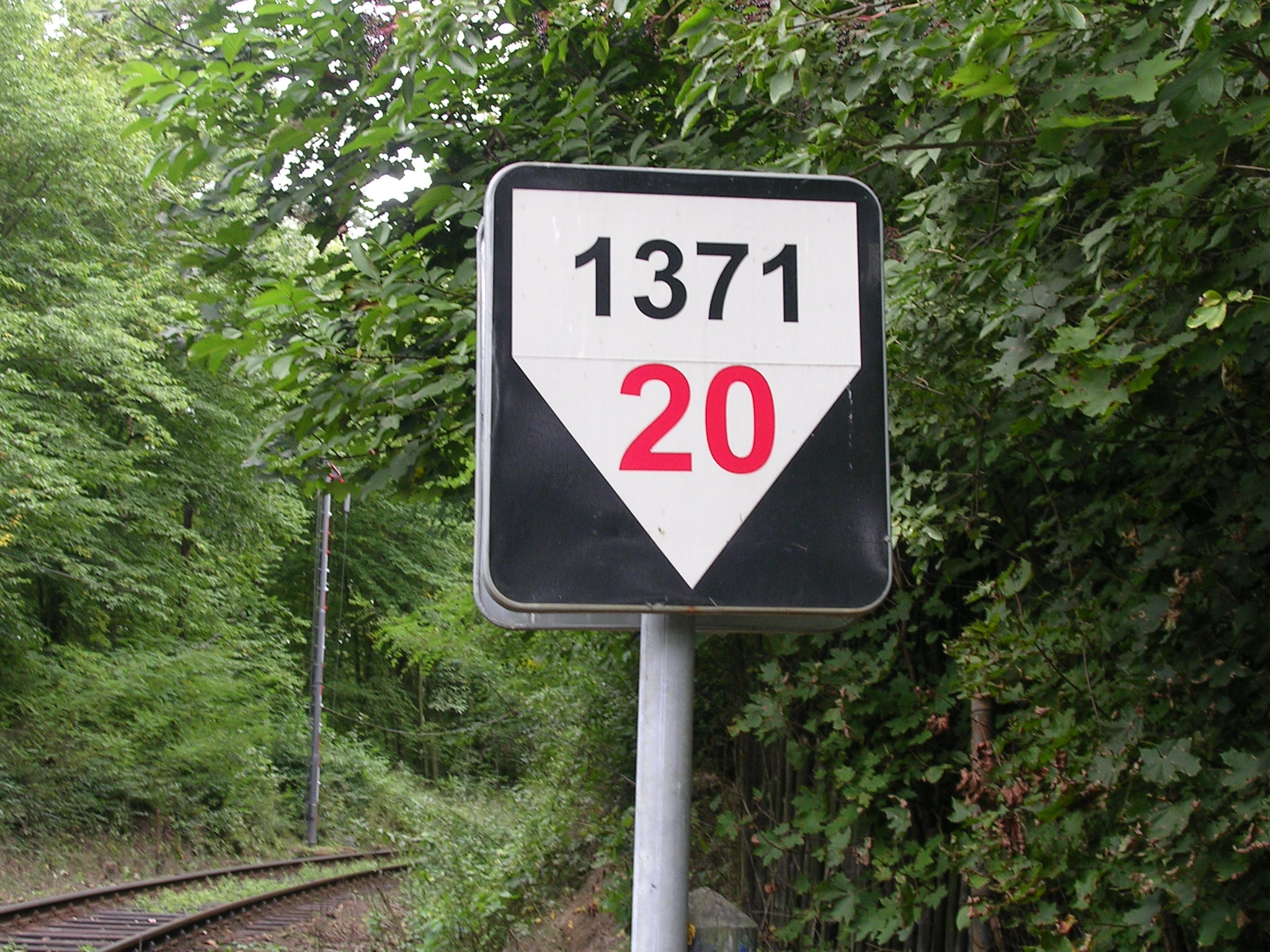
20 ‰ Gefälle für die nächsten 1371 m (Tafel bei den ČD)

Während bei Straßen die Neigungsangabe üblicherweise in Prozent erfolgt, wird die horizontale Neigung von Strecken bei Adhäsionsbahnen (Gradiente) in Promille angegeben. Der Wert entspricht der Höhendifferenz in Millimetern pro Meter horizontaler Strecke (bzw. der Höhendifferenz in Metern pro Kilometer Strecke), also dem Tangens des Steigungswinkels.
Der Wert wird zur Berechnung des größtmöglichen Zuggewichtes oder der Anhängelast bei Steigungen benötigt, außerdem zur Festlegung der zulässigen Höchstgeschwindigkeit im Gefälle (abhängig von Bremskraft und Zuggewicht).
In der Schweiz gelten Strecken mit Neigungen bis zu 10 ‰ als Flachbahnen. In Deutschland sind nach der Eisenbahn-Bau- und Betriebsordnung 12,5 ‰ die maximale Regelneigung für Hauptbahnen. Die Geislinger Steige, einer der steilsten Hauptbahnabschnitte Europas, hat eine Steigung von bis zu 22,5 ‰.
Strecken mit einer Neigung über 50 ‰ können in der Regel nur mit Hilfe von Zahnradantrieb befahren werden. Ausnahmen sind z. B. die Straßenbahn Lissabons, deren maximale Steigung 13,5 % beträgt, also 135 ‰, die Pöstlingbergbahn in Linz mit 105 ‰, die Uetlibergbahn mit 79 ‰, die Berninabahn mit 72 ‰ und die Erzbergbahn mit 71 ‰.

## Promillezeichen
Das Promillezeichen ‰ (Unicode: U+2030, aus dem Unicodeblock Allgemeine Interpunktion, HTML/XML: &permil;) ist aus dem Prozentzeichen % entstanden, das wiederum durch Verkürzung aus dem italienischen per cento entstand.
Zwischen Zahlenwert und Promillezeichen steht ein (gegebenenfalls umbruchgeschütztes) Leerzeichen; Beispiel: „19 ‰“. Manchmal wird auch stattdessen ein schmales Leerzeichen verwendet.
In der deutschen Norm DIN 5477 vom Februar 1983 sind Einzelheiten zur richtigen Anwendung des Promille festgelegt. Demnach ist seine Verwendung auf den Gebrauch bei „der Angabe von Quotienten von Zahlen oder Größen gleicher Dimension einschließlich des Geldes“ beschränkt. In der internationalen Norm ISO 80000-1 (Größen und Einheiten, Kapitel 6.5.5) von August 2013 wird Promille „als Teil der kohärenten Einheit Eins“ benutzt; das Zeichen ‰ wird entsprechend wie ein Einheitenzeichen verwendet. Nach DIN 5008 ist in Textwerken die Ersatzdarstellung „o/oo“ (mit Kleinbuchstaben o) möglich.

### Eingabe/Tastenkombinationen
Deutsche Standard-Tastaturbelegung E1 – 5
WindowsAlt+0137
macOS (Deutschland-Tastatur)⌥ Alt+⇧ Shift+E
macOS (Schweizer Tastatur)⌥ Alt+⇧ Shift+§
Linux, UnixStrg+⇧ Shift+U+2030